# Сачале
Сачале (груз. საჩალე) — село в Грузии. Находится в Ахметском муниципалитете края Кахетия. Расположено в 4 км к юго-востоку от города Ахмета.
Высота над уровнем моря составляет 520 метров. Население — 35 человек (2014).
В советское время село Сачале входило в Ахметский поселковый совет Ахметского района.